# Gopalganj
Gopalganj là một thành phố và khu đô thị của quận Gopalganj thuộc bang Bihar, Ấn Độ.

## Địa lý
Gopalganj có vị trí 26°28′B 84°26′Đ / 26,47°B 84,43°Đ Nó có độ cao trung bình là 66 mét (216 feet).

## Nhân khẩu
Theo điều tra dân số năm 2001 của Ấn Độ, Gopalganj có dân số 54.418 người. Phái nam chiếm 53% tổng số dân và phái nữ chiếm 47%. Gopalganj có tỷ lệ 63% biết đọc biết viết, cao hơn tỷ lệ trung bình toàn quốc là 59,5%: tỷ lệ cho phái nam là 70%, và tỷ lệ cho phái nữ là 55%. Tại Gopalganj, 15% dân số nhỏ hơn 6 tuổi.